# The Kingston Trio
The Kingston Trio è un gruppo musicale statunitense specializzato nel repertorio folk e della pop music che contribuì in maniera massiccia nei tardi anni cinquanta e nei primi anni sessanta al fenomeno del cosiddetto folk revival che prese l'avvio dal palco del Newport Folk Festival.
Dal 2000 fa parte della Vocal Group Hall of Fame.

## Le origini
Il Kingston Trio si costituì a Palo Alto, California, città in cui vivevano i fondatori Dave Guard, Bob Shane e Nick Reynolds, conosciutisi nel locale college. Guard, riconosciuto come portavoce e leader del gruppo, era nato il 19 novembre 1934 a Honolulu (Hawaii) e si era trasferito in California per frequentare la Stanford University. Bob Shane (Hilo, 1º febbraio 1934), considerato il sex symbol del gruppo, anch'egli proveniente dalle Hawaii, aveva stretto amicizia con Guard all'epoca delle scuole superiori e Nick Reynolds (San Diego (California), 27 luglio 1933), soprannominato "runt of the litter" (cucciolo della nidiata), si era successivamente aggregato ai due, che avevano cominciato a suonare nei locali studenteschi dietro compenso di un pasto o una bevanda gratuita.
Il nome Kingston - secondo quanto raccontato da Bob Shane - venne scelto in onore della capitale della Giamaica, appunto Kingston, in virtù del repertorio del gruppo, basato - almeno limitatamente agli esordi - sulla musica calypso.
Il gruppo cominciò a esibirsi in veste professionale nel 1957 al Purple Onion di San Francisco, un club conosciuto come trampolino di lancio per giovani talenti. Quando, dopo molte insistenze, la direzione del locale accordò loro un contratto di prova di una settimana, i tre giovani ebbero l'idea di inviare a tutti i loro conoscenti una cartolina, in modo da invitare quante più persone possibile al loro debutto. L'idea ebbe successo, il locale fece il tutto esaurito per diverse sere e il Trio sottoscrisse un nuovo contratto per otto mesi.
Fortemente influenzato dal repertorio degli Weavers e dalla musica calypso di Harry Belafonte e di altri artisti folk come i Gateway Singers e i Tarriers, il gruppo fu notato da Frank Werber, pubblicista e talent scout, che divenne loro manager. Werber fece mettere sotto contratto i Kingston dalla Capitol Records per la registrazione di un disco di prova.

## Il debutto
Nei primi mesi del 1958 il gruppo incise il primo album, che fu dato alle presse a giugno con il titolo The Kingston Trio. Questo album conteneva anche Tom Dooley, che venne estratto come singolo e a novembre andò in classifica raggiungendo il primo posto nella Billboard Hot 100, in Germania per cinque settimane, in Olanda per quattro settimane ed in Norvegia per 14 settimane. 
Tom Dooley, rielaborazione di un brano tradizionale della cultura americana ispirato alla figura del veterano confederato Tom Dula, era stato raccolto da Frank Warner direttamente dalla voce di Frank Proffitt. Il brano garantì loro il disco d'oro e il primo Grammy award per la categoria Best Country & Western Recording del 1959. In quell'anno il gruppo si esibì in tutti gli Stati Uniti per quasi trecento serate in altrettanti locali, associazioni studentesche, palcoscenici di festival.
L'anno successivo fu premiato con un ulteriore Grammy per la miglior registrazione di musica etnica o del folk tradizionale per l'album The Kingston Trio at Large.
Nel 1961, Dave Guard lasciò il gruppo in seguito ad un disaccordo sulla linea musicale che lo stesso avrebbe dovuto perseguire e sulla distribuzione dei diritti d'autore e decise di formare un proprio gruppo - gli Whiskey Hill Singers. Dopo essersi ritirato a vita privata e aver insegnato musica negli ultimi anni, Guard morì di tumore il 22 marzo 1991.

## L'ingresso di John Stewart
L'abbandono di Dave Guard costrinse gli altri due componenti a cercare di colmare il vuoto. Reynolds ebbe l'idea di rivolgersi a John Stewart (San Diego, 5 settembre 1939), musicista che aveva già composto diversi pezzi per il trio e che anche in seguito riuscì a portare in classifica brani per i Monkees e per i We Five, gruppo quest'ultimo capitanato da suo fratello Michael Stewart. John Stewart rimpiazzò Guard ma non venne ammesso a pieno titolo nella formazione. Per molto tempo, infatti, egli fu stipendiato come dipendente, con una paga di cinquecento dollari alla settimana, pur divenendo un elemento fondamentale, tanto da riportare il gruppo all'ottavo posto della classifica con Reverend Mr. Black.
Nel 1962 il trio apparve come guest star in un episodio della sit-com Gertrude Berg trasmessa dalla CBS, e continuò a incidere fortunate raccolte che venivano regolarmente acquistate da uno "zoccolo duro" di sostenitori, anche se l'arrivo dei Beatles e la conseguente British invasion aveva ben presto mandato i Kingston Trio fuori dalle classifiche.

## Nasce il New Kingston Trio
Dopo più di trenta LP e dopo essere stati presenti in classifica (Top 40) con ben quattro album contemporaneamente (primato ineguagliato per molti decenni), il trio originale si sciolse dopo un ultimo concerto tenuto all'Hungry i il 17 giugno 1967. Stewart continuò la sua carriera come compositore, lavorando con John Denver e fondando successivamente il Modern Folk Quartet; è rimasto nell'ambiente musicale anche in seguito, praticamente fino al 2008, anno in cui è deceduto per infarto miocardico. Nick Reynolds decise di ritirarsi, almeno temporaneamente, a vita privata nel suo ranch in Oregon. Shane, l'unico membro che pareva voler resistere alle conseguenze dello scioglimento, fondò nel 1969 un nuovo gruppo, The New Kingston Trio, con Jim Connor e Pat Horine, ottenendo solo nel 1976 da Werber e dagli ex colleghi Guard e Reynolds il consenso a riprendere il nome originale, The Kingston Trio (Blake e gli altri lo concessero solo nel 1986).
Il gruppo pertanto è stato successivamente ricostituito più volte con membri diversi, fino all'attività del tempo corrente che non vede nella formazione alcuno dei fondatori.
Dal 1973 componenti del trio erano Shane, Roger Gambill e Bill Zorn. Zorn lasciò dopo appena tre anni e fu rimpiazzato da George Grove. Bob Haworth, componente dei The Brothers Four dal 1970, ha cantato assieme al trio dal 1985 fino al 1988 per sostituire Gambill che aveva problemi di salute (sarebbe infatti morto di lì a poco).
Nel 1988, Nick Reynolds, uno dei tre membri originali del gruppo, rientrò in organico sostituendo Bob Haworth. Reynolds si è ritirato poi nel 1999 e Haworth ha fatto nuovamente ritorno nell'organico del Trio nel 2005. Reynolds, conosciuto con il nomignolo di "Budgie", è morto il 1º ottobre 2008 per disturbi respiratori all'età di settantacinque anni.
Nel 2005, anche Shane ha lasciato il gruppo per motivi di salute ed è stato rimpiazzato con il ritorno di Bill Zorn, che a sua volta ha dovuto lasciare il gruppo in cui suonava dagli anni novanta, The Limeliters. Un altro musicista proveniente da Limeliters è stato Rick Dougherty, giunto a rimpiazzare Haworth. Al 2006, la line-up del Kingston Trio consisteva in George Grove, Zorn e Dougherty.
Il 19 agosto 2008 il giornale Fort Collins Now annunciava la presenza del trio al Concert for Peace tenuto nell'ambito del Peace Corps and Friends festival programmato a Fort Collins, Colorado nel weekend del 22 agosto e 23 agosto a ricordo di Robert Kennedy.
Nel 2011 la formazione è stata premiata con il Grammy Award alla carriera.

## Formazione
Membri fondatori
- Dave Guard (chitarra)
- Bob Shane (chitarra)
- Nick Reynolds (percussioni)

Membri attuali
- George Grove
- Bill Zorn
- Rick Dougherty

Membri precedenti
- John Stewart
- Roger Gambill
- Bob Haworth

## Repertorio
Il repertorio del Kingston Trio era costituito da musiche semplici e di facile ascolto, basate sulla dolcezza del canto, spesso corale, e con riff armonici sottolineati dal suono del banjo.
Voyle Gilmore, produttore alla Capitol, si adoperò molto perché la resa vocale del gruppo fosse arricchita da particolari effetti di riverbero, enfatizzati ulteriormente da processi di doubletracking ottenuti con apparecchi di registrazione diversi (in assenza ancora dei sistemi multitrack), che consentivano ai cantanti del gruppo di sovrincidere in più riprese la loro voce per renderla più compatta.
Molte delle più popolari canzoni del gruppo avevano un sapore vagamente umoristico, come Tijuana Jail, storia di un tribolato viaggio al Messico, o M.T.A., saga di un uomo sulla via senza ritorno dal sistema di collegamenti metropolitani della città di Boston.
In concerto, uno dei brani più eseguiti dai Kingston era la canzone a tinte fosche Merry Minuet, scritta da Sheldon Harnick, e che costituiva una dolorosa meditazione sulla prospettiva di una possibile guerra nucleare.

## Discografia
La discografia del Kingston Trio è ampia e diversificata e copre oltre cinquant'anni di attività con incisioni per diverse case discografiche. Nei primi sette anni, le incisioni furono tutte per la Capitol Records e prodotte da Voyle Gilmore. A partire dal 1965, il trio incise altri quattro album per la Decca Records.

### Principali dischi
| Anno | Album                                            | Billboard charts | Etichetta              |
| ---- | ------------------------------------------------ | ---------------- | ---------------------- |
| 1958 | The Kingston                                     | 1                | Capitol                |
| 1959 | ...from the Hungry i (live)                      | 2                | Capitol                |
| 1959 | Stereo Concert (live)                            | 15               | Capitol                |
| 1959 | At Large                                         | 1                | Capitol                |
| 1959 | Here We Go Again!                                | 1                | Capitol                |
| 1960 | Sold Out                                         | 1                | Capitol                |
| 1960 | String Along                                     | 1                | Capitol                |
| 1960 | The Last Month of the Year                       | 11               | Capitol                |
| 1961 | Make Way                                         | 2                | Capitol                |
| 1961 | Goin' Places                                     | 3                | Capitol                |
| 1961 | Close-Up                                         | 3                | Capitol                |
| 1962 | College Concert (live)                           | 3                | Capitol                |
| 1962 | Something Special                                | 7                | Capitol                |
| 1962 | New Frontier                                     | 16               | Capitol                |
| 1963 | The Kingston Trio No. 16                         | 4                | Capitol                |
| 1963 | Sunny Side!                                      | 7                | Capitol                |
| 1963 | Time to Think                                    | 18               | Capitol                |
| 1964 | Back in Town (live)                              | 22               | Capitol                |
| 1964 | The Kingston Trio (Nick Bob John)                | 53               | Decca                  |
| 1965 | Stay Awhile                                      | 126              | Decca                  |
| 1965 | Somethin' Else                                   |                  | Decca                  |
| 1966 | Children of the Morning                          |                  | Decca                  |
| 1969 | Once Upon a Time (doppio album live)             | 163              | Tetragrammaton Records |
| 1973 | The World Needs a Melody (The New Kingston Trio) |                  | Longines Symphonette   |
| 1979 | Aspen Gold                                       |                  | Nautilus Records       |
| 1983 | Looking for the Sunshine                         |                  | Xerxes                 |
| 1989 | Everybody's Talking                              |                  | Folk Era               |
| 1994 | An Evening with The Kingston Trio                |                  | Folk Era               |
| 1994 | Live at Newport                                  |                  | Vanguard               |
| 1994 | Live at the Crazy Horse (live)                   |                  | Silverwolf             |
| 2007 | The Lost 1967 Album: Rarities Vol. 1             |                  | Collector's Choice     |
| 2007 | The Final Concert                                |                  | Collector's Choice     |
| 2007 | Live at the Santa Monica Auditorium              |                  | Collector's Choice     |
| 2008 | Turning Like Forever: Rarities Vol. 2            |                  | Collector's Choice     |

### Compilation
La Capitol Records ha anche distribuito tra il 1961 e il 1966 (album in vinile) The Best of the Kingston Trio, Vol. I, II, and III; nel 1961 un disco duophonic con registrazioni tagliate dai primi due album intitolato The Kingston Trio Encores, oltre ad un numero cospicuo di compilation e riedizioni poste sul mercato tra gli anni ottanta e gli anni novanta.
Numerose sono poi le diverse registrazioni disponibili su vinile, nastro o CD pubblicate da diverse compagnie discografiche statunitensi, tedesche, giapponesi e di altre nazioni.
| Anno | Album                                              | Billboard charts | Label                     |
| ---- | -------------------------------------------------- | ---------------- | ------------------------- |
| 1961 | The Kingston Trio Encores                          |                  | Capitol                   |
| 1962 | The Best of the Kingston Trio                      | 7                | Capitol                   |
| 1965 | The Best of the Kingston Trio Vol. 2               |                  | Capitol                   |
| 1966 | The Best of the Kingston Trio Vol. 3               |                  | Capitol                   |
| 1982 | 25 Years Non-Stop                                  |                  | Xeres                     |
| 1985 | Rediscover The Kingston Trio                       |                  | Folk Era                  |
| 1987 | Hidden Treasures                                   |                  | Folk Era                  |
| 1990 | Capitol Collectors Series                          |                  | Capitol                   |
| 1993 | Treasure Chest                                     |                  | Folk Era                  |
| 1995 | The Capitol Years                                  |                  | Capitol                   |
| 1997 | The Lost Masters 1969-1972 (The New Kingston Trio) |                  | Folk Era                  |
| 1997 | The Kingston Trio: The Guard Years                 |                  | Bear Family               |
| 1998 | The Best of the Decca Years                        |                  | Decca                     |
| 2000 | The Kingston Trio: The Stewart Years               |                  | Bear Family               |
| 2002 | The Decca Years                                    |                  | Folk Era                  |
| 2004 | Once Again                                         |                  | Folk Era                  |
| 2005 | Still Goin' Places                                 |                  | Kingston Trio Productions |
| 2005 | All Sides of the Kingston Trio                     |                  | Silverwolf                |
| 2006 | Snapshot                                           |                  | Folk Era                  |
| 2006 | The Essential Kingston Trio                        |                  | Shout Factory             |
| 2007 | The First Fifty Years                              |                  | Kingston Trio Productions |
| 2008 | Twice Upon a Time                                  |                  | Collector's Choice        |

## Video
- The Kingston Trio and Friends Reunion (WhiteStar Video, 1982)
- An Evening With The Kingston Trio (Rhino Video, 1989)
- The Kingston Trio 45th Anniversary Tribute Concert (EDI, 2002)
- Wherever We May Go (Shout Factory, 2006)
- The Kingston Trio: Fifty Years Of Having Fun (EDI, 2006)
- Live At The Yuma (Kingston Trio Productions, 2007)
- Young Men In A Hurry (pilot serie televisiva, Paramount, 2007)